# Apulejusz (imię)
Apulejusz – imię męskie pochodzenia łacińskiego, oznaczające "pochodzący z Apulii". Patronem tego imienia jest św. Apulejusz, wspominany razem ze św. Marcelim (I wiek).
Apulejusz imieniny obchodzi 7 października.